# Fort Caroline
Fort Caroline est un fort français construit dans la première colonie française sur l'actuel territoire des États-Unis. Fondée, en 1564, par René de Goulaine de Laudonnière en lien avec l'expédition de Jean Ribault mandatée par Gaspard II de Coligny, sur le Saint Johns à l'emplacement de l'actuelle cité de Jacksonville en Floride. La colonie de la Floride française ne vécut que quelques années (1562-1565) avant d'être détruite par les Espagnols. Depuis les années 1950, un Mémorial national y a été établi, comprenant une reproduction à échelle réduite du fort et un petit musée pour les visiteurs. Le site est géré en association avec le Timucuan Ecological and Historic Preserve. Comme pour tous les lieux historiques administrés par le National Park Service, le mémorial est inscrit au Registre national des lieux historiques, depuis le 15 octobre 1966.

## Histoire

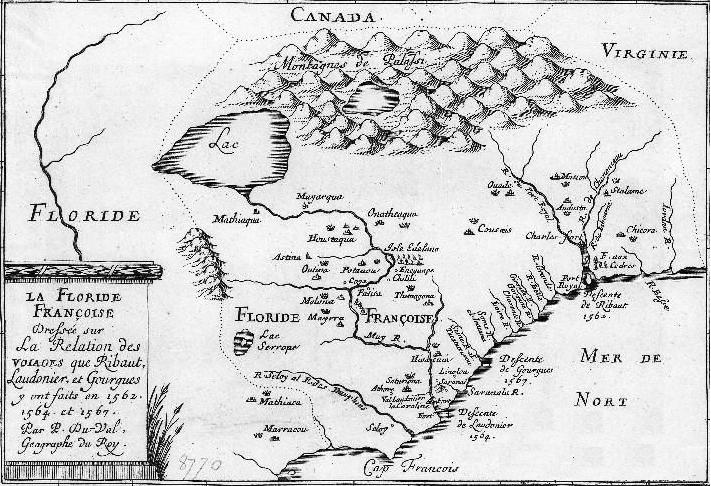
Carte de la Floride française (XVIIe siècle)

En 1562, l’amiral Gaspard de Coligny, chef des Protestants français, choisit le capitaine huguenot Jean Ribault pour établir une colonie en Floride avec 150 de ses coreligionnaires. Ceux-ci se sont établis sur Parris Island, où ils construisent une fortification qu'ils baptisent Charlesfort, Ribault y laisse une petite garnison, puis retourne en France pour y chercher de nouveaux colons et des provisions. Il ne peut cependant revenir rapidement, car il est arrêté par les Britanniques, à la suite de complications dues à la Guerre de religion qui sévit en France. Pendant la longue absence de Ribault, les colons sans approvisionnement et harcelés par les indigènes rentrent en France. 
Deux ans plus tard, Coligny lance une nouvelle expédition, menée par René de Goulaine de Laudonnière, qui était le second de Ribault en 1562. Elle établit une nouvelle colonie à l'embouchure de la St. Johns River. Les colons, des huguenots pour la plupart baptisent ce lieu « La Caroline », en l’honneur du roi Charles IX. Les indiens Timucua aident les Français à y construire un fort triangulaire, le Fort Caroline. Cependant, les rapports avec les indigènes deviennent tendus et la nourriture commence à manquer. Les colons sont prêts à abandonner le fort, lorsqu'en août 1565, des renforts conduits par Jean Ribault arrivent de France.

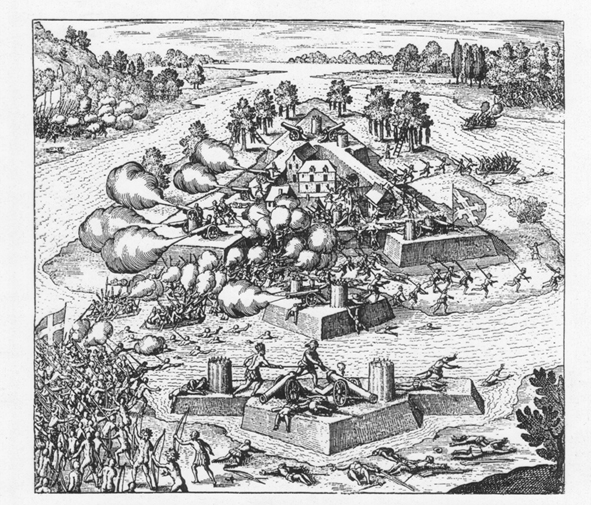
Les Espagnols attaquent le Fort Caroline (1565).

Pedro Menéndez de Avilés arrive d'Espagne au même moment que Ribault, muni de l'ordre de son roi de chasser tout intrus de Floride. Sa flotte aperçoit les navires français et les engage, mais est contrainte de battre en retraite plus au sud, où ils établissent un camp qui deviendra Saint Augustine. Ribault se lance alors à leur poursuite avec quelques-uns de ses navires et la plupart de ses hommes, mais ils sont surpris en mer par une violente tempête qui dure plusieurs jours. 
L'espagnol Menéndez, lui, choisit d'attaquer Fort Caroline par voie terrestre. Il conduit ses troupes sur le fort le 20 septembre, qui n'est plus défendu que par 200 à 250 colons. Les seuls survivants sont 50 femmes et enfants qui sont faits prisonniers, tous les autres sont exécutés sur une rivière qui depuis lors s’appelle Matanzas (« tuerie, meurtre, massacre » en espagnol). Le Fort est rebaptisé San Mateo par les vainqueurs. 
En ce qui concerne la flotte de Ribault, tous les navires ont coulé ou se sont échoués au sud de Saint-Augustin au cours de la tempête, et bon nombre des français à bord ont été perdus en mer. Ribault et le reste de ses matelots naufragés sont découverts par Menéndez qui leur enjoint de se rendre. Croyant que ses hommes seraient bien traités, Ribault capitule, mais Menéndez le fait exécuter avec plusieurs centaines de Huguenots en tant qu'hérétiques, en un lieu maintenant connu comme l'anse de Matanzas.
L'atrocité a choqué beaucoup d'Européens, même en cette époque de fortes dissensions et de guerres religieuses sanglantes. Un fort construit plus tard à proximité du site sera baptisé Matanzas en souvenir de ce massacre, qui scelle la fin des tentatives de colonisation du sud-est de l'Amérique du Nord par la France.

## Photos du Fort Caroline

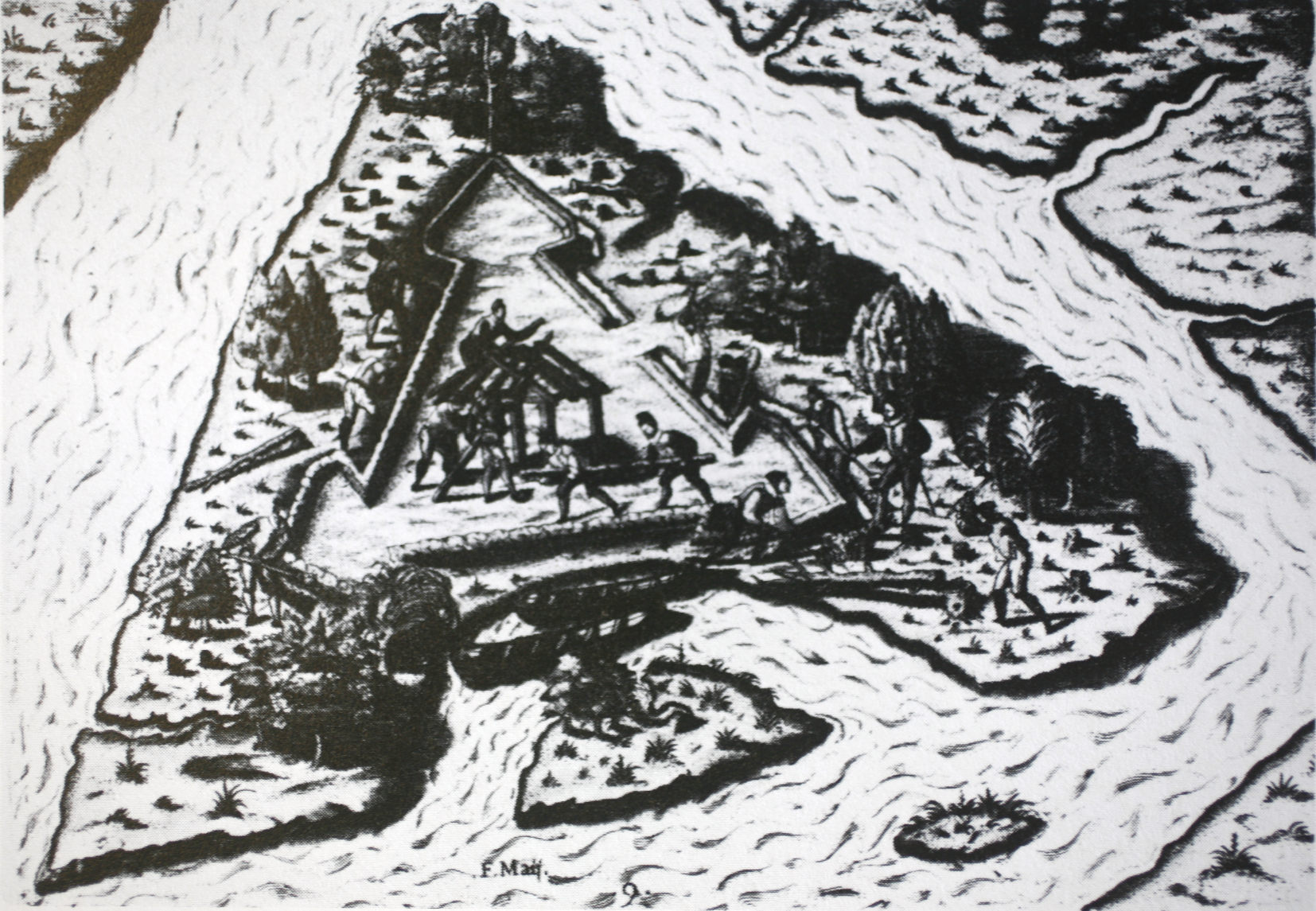
La construction de Fort Caroline (1564)
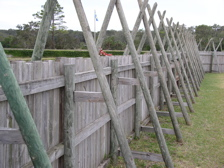
Reconstitution du fort Caroline

### Sources et bibliobraphie
- Mickaël Augeron, Didier Poton et Bertrand Van Ruymbeke, dir., Les Huguenots et l'Atlantique, vol. 1 : Pour Dieu, la Cause ou les Affaires, préface de Jean-Pierre Poussou, Paris, Presses de l'Université Paris-Sorbonne (PUPS), Les Indes savantes, 2009.
- Mickaël Augeron, Didier Poton et Bertrand Van Vuymbeke, dir., Les Huguenots et l'Atlantique, vol. 2 : Fidélités, racines et mémoires, Paris, Les Indes savantes, 2012.
- Mickaël Augeron, John de Bry, Annick Notter, dir., Floride, un rêve français (1562-1565), Paris, Illustria, 2012.
- Philip P Boucher, Les Nouvelles-Frances : la France en Amérique, 1500-1815, Sillery, Québec, Septentrion, 2004, 183 p. (ISBN 978-2-894-48375-6, lire en ligne)
- (en) Albert C. Manucy, Menéndez : Pedro Menéndez de Avilés, Captain General of the Ocean Sea, Sarasota, Fla, Pineapple Press, 1992, 107 p. (ISBN 978-1-561-64015-7 et 978-1-561-64016-4)
- Gilbert Buti (dir.) et Philippe Hrodej (dir.), Dictionnaire des corsaires et des pirates, Paris, CNRS éd, 2013, 989 p. (ISBN 978-2-271-08060-8 et 978-2-271-06808-8)

. Michel Peyramaure : « Le Pays du Bel Espoir », Presses de la Cité, Sud Lointain